# Nicolò Maria Antonelli
Nicolò Maria Antonelli (ur. 8 lipca 1698 w Pergoli, zm. 25 września 1767 w Rzymie) – włoski kardynał.

## Życiorys
Urodził się 8 lutego 1698 roku w Pergoli, jako syn Francesca Antonellego i Lucrezii Tafani. Studiował grekę, łacinę, teologię i prawo w Collegio Nazareno. Po studiach został szambelanem Klemensa XII, prefektem Archiwów Watykańskich i archiwów Zamku Świętego Anioła. Następnie został kanonikiem kapituły bazyliki laterańskiej i regentem Penitencjarii Apostolskiej. 24 września 1759 roku został kreowany kardynałem prezbiterem i otrzymał kościół tytularny SS. Nereo e Achilleo. W 1760 roku został prefektem Kongregacji ds. Odpustów i Świętych Relikwii, a rok później prefektem Kongregacji ds. Korekty Ksiąg Obrządków Wschodnich i sekretarzem Brewe Apostolskich. 
Był członkiem powołanej w 1767 roku przez papieża Klemensa XIII w związku z groźbą przyznania praw dysydentom Kongregacji do Spraw Polskich.
Zmarł 25 września 1767 roku w Rzymie, z powodu zapalenia narządów wewnętrznych wywołanych gangreną.